# Bjarozavka
Bjarozavka (belaruszul: Бярозаўка, lengyelül: Brzozówka,  oroszul: Березовка) város Fehéroroszországban, a Hrodnai terület Lidai járásában. A Nyeman bal partján, Lidától 29 km-re délkeletre fekszik. 2006-ban 9,7 ezer lakosa volt .  

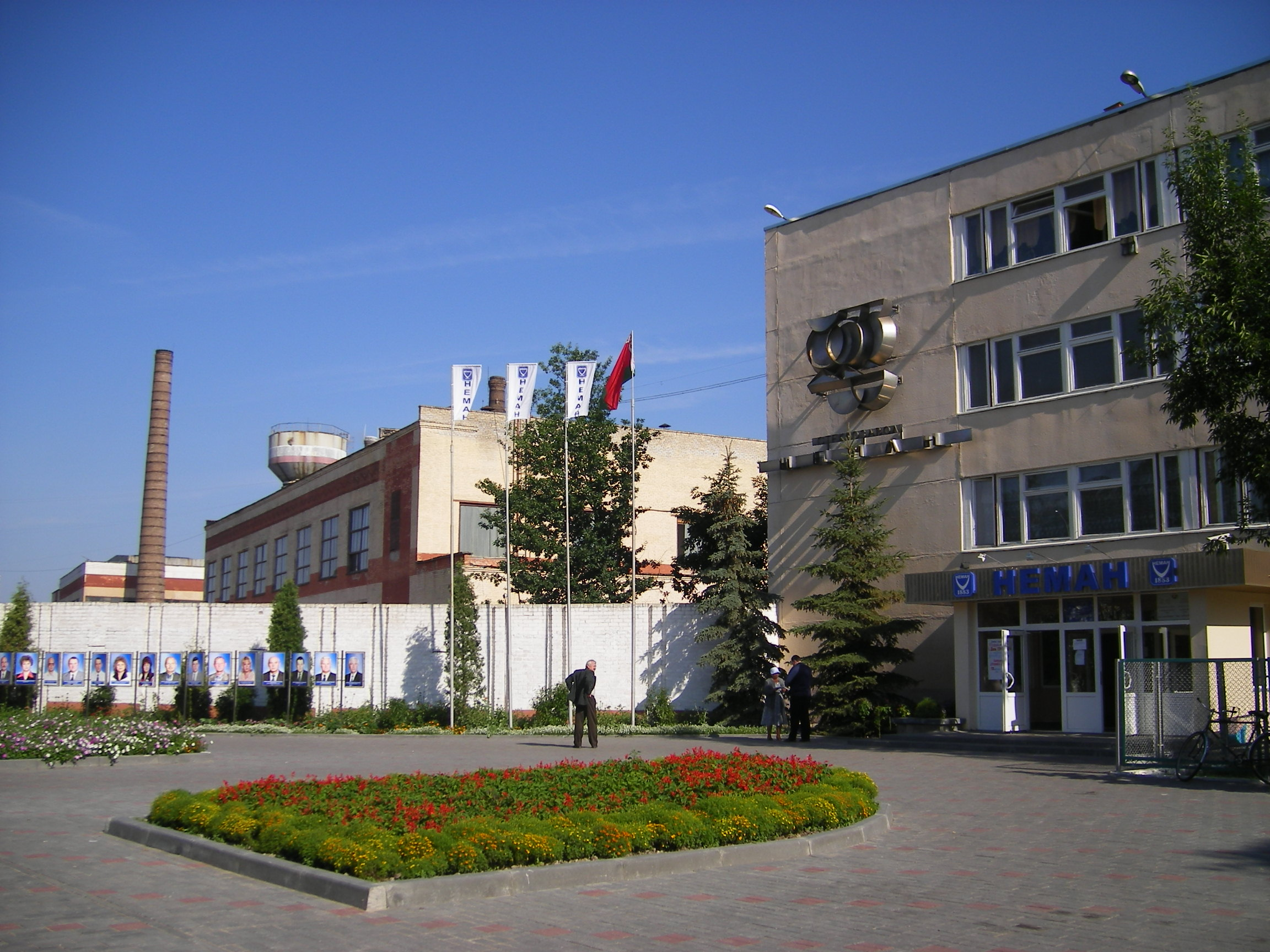
A Nyeman üveggyár főépülete

A város az 1883-ban alapított Nyeman üveggyár körül létesült, amely ma is a legfontosabb munkaadó a környéken. A volt Szovjetunió legnagyobb üveggyárában 4200-an dolgoznak . A településnek 1968-ban 5,4 ezer; 1989-ben 10 ezer lakosa volt. Áthalad rajta a Navahrudak (36 km)-Lida közötti P11-es főút. A Nyeman vasútállomás a folyó mentén, a várostól 12 km-re található. Legrégebbi épülete az üveggyár 20. század elején épült adminisztrációja.